# Karma Kadjy
Karma Kadjy (tibetansk: ཀརྨ་བཀའ་བརྒྱུད; Wylie: karma bka'-brgyud), eller Kamtsang, er den største linje inden for Kadjy skolen, en af de fire store skoler inden for Tibetansk Buddhisme. Den øverste leder af Karma Kadjy er Gyalwa Karmapa. Karma Kadjy er nogen gange kaldt "Sorte Hat", da den Karmapa er bærer af den Sorte Krone.
Karma Kadjy er kendt som den mest "praksisorienterede" linje, dvs. den lægger vægt på meditation og andre ritualer.

## Historie

### Kontroversen om den 17. Karmapa
Efter den 16. Karmapa Rangjung Rigpe Dorje døde i 1981 er Karma Kadjy blevet kastet ud i et kontrovers over hvem der rettelig er den 17. Karmapa. Den Sharma Rinpoche (Sharmapa – Den Røde Hat Lama og een af de fire såkaldte Linjeholdere for Karma Kadjy linjen), der ifølge traditionen har været den der har genkendt/fundet den genfødte Karmapa, havde een Karmapa, Trinley Thaye Dorje. Situ Rinpoche og Gyaltsab Rinpoche, to andre linjeholdere, udpegede Ogyen Trinley Dorje. Sidstnævnte er også blevet "godkendt" af den Kinesiske Regering samt Dalai Lama, der dog aldrig tidligere har blandet sig i interne anlæggender vedr. Karma Kadjy skolen, da han er leder af en anden skole.

### Karma Kadjy i Danmark
Karma Kadjy introduceret i Danmark i 1973 af Lama Ole Nydahl. I dag findes der centre og grupper startet og ledet af Lama Ole Nydahl i København/Hellerup, på Lolland samt i Odense, Århus, Aalborg, Taulov, Silkeborg, Esbjerg og Holbæk. Disse grupper er også kendt som Diamantvejen. Desuden findes der et center i Gedsted, men det er ikke længere en del af Diamantvejen, selvom det som Diamantvejen også anser Trinley Thaye Dorje som den rigtige 17. Karmapa. Endelig findes der et center i København kaldet Sange Tashi Ling som er en del af gruppen Karmapa Trust, der støtter Orgyen Trinley Dorje som den 17. Karmapa.
Både Diamantvejen og Karmapa Trust er godkendte trossamfund i Danmark.

## Ekstern henvisning
- Den officielle hjemmeside for Karma Kadjy Skolen Danmark
- Karmapa Trust, Sangye Tashi Ling, danske hjemmeside